# Untold Tails
Untold Tails er det andet studiealbum fra den dansk/svenske folkemusikgruppe Trolska Polska. Det blev udgivet i 2016.
Rootzones anmelder var positivt stemt over deres andet udspil og skrev om albummet, at der kraftigt "opfordres til en eventyrlig rejse ind i troldenes stemningsdampende verden...".
Albummet blev nomineret til prisen Årets Udgivelse ved DMA Folk i 2017, men tabte til Bascos album Interesting Times, og Martin Seeberg blev nomineret til prisen Årets Komponist for albummet, men tabte til Jonas Kongsted.

## Spor
1. "Heksekonebryg"
2. "Stengolem"
3. "Morgen i Troldhøj"
4. "Troldedans"
5. "KrølleBølle-Polka"
6. "Nordlys"
7. "Drillenisse"
8. "Troldemarch"
9. "Tumling"
10. "Far vel"
11. "Vandnymfen"